# Spittelmarkt (stacja metra)
Spittelmarkt – stacja metra w Berlinie, w dzielnicy Mitte, w okręgu administracyjnym Mitte, na linii U2. Stacja została otwarta w 1908.